# Totalski No Problemski
Totalski No Problemski – drugi koncertowy album zespołu Maanam wydany w 1984 roku nakładem wytwórni Rogot. Materiał znajdujący się na wydawnictwie został zarejestrowany w RFN, specjalnie dla niemieckich fanów zespołu. Dziewięć utworów jest zarejestrowane w języku angielskim, pozostałe trzy w polskim.
W sierpniu 2000 roku album został wydany na płycie CD.

## Lista utworów
strona 1
1. „The Dark Light of Night” – 7:15
2. „Elektrospiro Contra Zanzara” – 4:15
3. „Karuzel” – 3:40
4. „My Love For You” – 5:04

strona 2
1. „Espana For Ever” – 4:30
2. „Die Grenze” – 5:11
3. „Oddech szczura” – 3:26
4. „Och, ten Hollywood” – 3:04
5. „Stoję, stoję, czuję się świetnie” – 4:00

## Skład
- Kora – śpiew
- Marek Jackowski – gitara
- Ryszard Olesiński – gitara
- Bogdan Kowalewski – bas
- Paweł Markowski – perkusja